# 現代人の形成
「現代人の形成」（げんだいじんのけいせい）は、戦前期フランスで国際連盟文学芸術委員会に委嘱されて知的協力国際協会が催した連続シンポジウム（談話会）のうち第５回目の談話会一回分の記録である。1935年4月1日より3日まで、ニースの地中海大学落成式にあわせて開催された。
この記録の翻訳をまとめ、『現代人の建設』と題した単行本が1937年に創元社で刊行された。

## 概要
「知的協力国際会議」と銘打ったこのシンポジウムは、第二次世界大戦前夜という時局のもと、欧州文化に多大な影響を与えはじめてきた資本主義文化の総括と超克を標榜して、ポール・ヴァレリーを司会として3日間にわたり行われた。
思想家、作家、科学者、哲学者等が、世界における現代人の観念を定義し、学問、文化、叡智、文明に関する本質的諸問題について、討議した。
三者要旨。
ポール・ヴァレリー
「世界を変じたのは精神の作用であり、現代の世界――及びその現在の混沌を構成するに成功したのは、科学的及び産業的結果の資本化と呼び得るものであります。ここに論議の主要点の一つがあり、われわれの論じ合っている問題は次の形式のもとに表し得ます。人間精神がわれわれを投じた状態から、人間精神はわれわれを引き出し得るか？」
トーマス・マン
「時代の諸現象に対する精神的剛毅、肯定か否定かを明言する勇気、混乱と錯乱の跳梁する世界において、独りこれのみが精神の権威を誕生せしめ得る勇気を、当然意味している。」
カレル・チャペック
「われわれの通過する重大な危機に際し、現代の教養ある人間の知的道徳的保全が、切り捨て得る量として遇されることを許さぬことこそ、われわれの社会的職責である。」
なお、全篇中一か所だけ、日本への言及が認められる。

## 参加者
オーストリア
- ジョセフ・ストルジゴフスキー – ウィーン大学芸術史教授。

ベルギー
- ジュール・デストレ – 元学芸大臣。ベルギー王立アカデミー及びフランス言語文学ベルギーアカデミー会員。

ボリビア
- コスタ・デュ　レルス – 文学者。全権公使。

スペイン
- サルヴァドール・ド・マダリアガ – 元文部大臣。元オックスフォード大学スペイン文学教授。

フランス
- アンリ・ド・ジュヴネル – 上院議員。元大臣。フランス大使。
- リュシアン・レヴィ＝ブリュール – ソルボンヌ名誉教授。学士院会員。
- ジュール・ロマン - 文学者。
- ポール・ヴァレリー – フランスアカデミー会員。

イギリス
- アルフレッド・ジマーン – オックスフォード大学国際関係教授。

イタリア
- フランチェスコ・コッポラ – イタリア王立アカデミー会員。政論家。社会学者。ローマジャーナリズム学校教授。
- フランチェスコ・オレスタノ – イタリア王立アカデミー会員。文学者。リンチェイアカデミー通信会員。

ルーマニア
- ジョルジュ・オプレスコ – ブカレスト大学芸術史教授。
- エレーヌ・ヴァカレスコ - 文学者。ルーマニアアカデミー会員。

スウェーデン
- キェル・ストレンベリ – 文学者。

スイス
- ゴンザァグ・ド・レエノー – 文学者。フリブール大学教授。

チェコスロヴァキア
- カレル・チャペック – 小説家。戯曲家。政論家。

他に、アンリ・フォシヨン、トーマス・マンが書信により参加した。